# EASE Focus
EASE Focus es un software gratuito de simulación y predicción acústica con modelado 3D de sistemas Line array, sub arrays, columna dirigidas digitalmente y altavoces convencionales.
El programa permite a cualquier fabricante de altavoces añadir sus sistemas a la base de datos. El usuario puede simular con fidelidad la respuesta de los equipos en los recintos que diseñen mediante el programa.

## Historia
Fue desarrollado y lanzada la primera versión a principios de 2005 por la empresa alemana AFMG Technologies GmbH buscando cubrir la demanda de una herramienta universal, rápida, precisa y fácil de usar para predecir la cobertura y funcionamiento de los sistemas Line array.
En comparación con otros programas destinados a la misma función; EASE Focus 1 permitía a los fabricantes que deseasen participar en el proyecto incluir en la base de datos sus equipos.
Tras solo tres años más de 40 fabricantes de altavoces participaron en dicha base de datos. Este número crecería hasta 60 cuando EASE Focus 2 se introduce en octubre de 2010.
En el año 2015 se presenta la nueva versión, EASE Focus 3, y poco después se lanza oficialmente en su página web de forma gratuita como las anteriores.

## Características
EASE Focus permite la creación de una zona de audiencia totalmente adaptada a las necesidades del usuario, en ella puede cambiar parámetros de forma geométrica como la angulación, longitud o situación del público con niveles de las áreas de audiencia.
Es posible añadir diferentes sistemas de altavoces y hacer ajustes de altura, angulado, filtros de frecuencias, ajustes de dB entre otras muchas opciones.
Con la colocación de receptores virtuales podemos tomar mediciones de la respuesta de los equipos.
La versión 3 del programa implementa la esperada función de simulación de arrays de subgraves. Permite al usuario la posibilidad de definir la disposición de subgraves, calcular el retardo de los mismos y con la función de suma compleja es posible analizar la interacción entre cabezales volados y subgraves en el suelo.

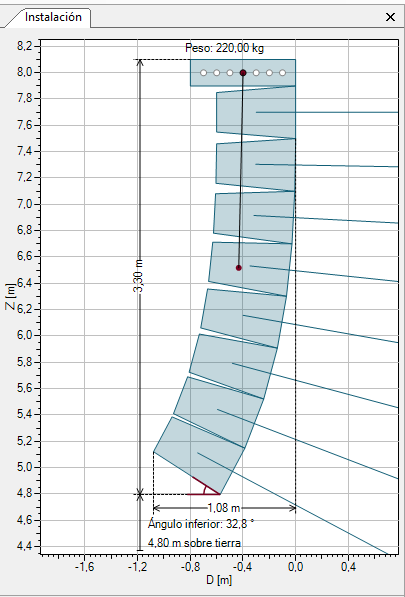
Angulación line Array EASE FOCUS

### Cálculos acústicos
- Análisis de SPL por 1/3 de octava, 1 octava, 3 octavas y banda ancha.
- Niveles RMS, programa y pico.
- Niveles de ponderación A o plana.
- Siguiendo la atenuación producida por el aire según la Norma ISO 9613.
- Mecanismos optimizados de cálculo de SPL para un direccionamiento interactivo.

### Archivos GLL
En EASE Focus cada line array o altavoz tiene sus características electrónicas, mecánicas y acústicas.
Este sistema se almacenan en archivos de datos .gll que son creados y suministrados por los fabricantes. El software reconocerá los archivos con esta extensión, pero para ser empleados la empresa de altavoces debe ser aceptada por AFMG

## Licenciatarios de EASE Focus 3
Los siguientes fabricantes anunciaron oficialmente la concesión de licencias de sus equipos para participar en la base de datos de la versión 3.0 de EASE Focus.
| A-E | F-P | Q-Z |
| --- | --- | --- |
| - AD Systems - Alcons Audio - Amadeus - Amate Audio - APG - Apia - Attack do Brasil - AUDIOCENTER - AUDIOFOCUS - Aura Audio - Bag End Loudspeakers - Carvin - Celto Acoustique - Coda Audio - Community Pro - Craaft Audio GmbH - dBTechnologies - D.A.S. Audio - Electro-Voice - Elettronica Montarbo - EM Acoustics - ESS | - Flare Audio - Fulcrum Acoustic - FZ Audio - Harmonic Design - HK Audio - iBO - IDEA Pro Audio - K-array - KEVIC - KS AUDIO - LAX-PRO - LD Systems - LEEM - Lotusline France - Loud Professional - LS Audio - LXN - MONACOR - NAW Performance Audio - NEXT-proaudio - PanAcoustics - Pioneer Professional Audio - PK Sound - POL-AUDIO - ProAudio Technology - Proel - PRO DG Systems - Prophon - PSE Audio | - QSC Audio Products LLC - RCF - Renkus-Heinz - REYN AUDIO - SE Audiotechnik - SOUND BARRIER - Studt-Akustik - Tannoy - Tecnare Sound Systems - TOA - TW AUDiO - Voice-Acoustic - Void Acoustics - VTC Pro Audio - VUE Audiotechnik - WestLab Audio - White Acoustics - Worxaudio - YMESYSTEMS - Zsound |